# 1642 v. Chr.
Portal Geschichte | Portal Biografien | Aktuelle Ereignisse | Jahreskalender | Tagesartikel

◄ |
18. Jahrhundert v. Chr. |
17. Jahrhundert v. Chr. |
16. Jahrhundert v. Chr. |
►

1630er v. Chr. |
1620er v. Chr. |
►

1642 v. Chr. |
1641 v. Chr. |
1640 v. Chr. |
1639 v. Chr. |
► |
►►

## Ereignisse

### Technik und Wissenschaft
- Am 6./7. Mai (3./4. Ajaru) vollzieht sich der seltene Venustransit, der um 14:26 Uhr (UT) beginnt und um 21:32 Uhr (UT) endet.

### Babylonien
- Im babylonischen Kalender fällt das babylonische Neujahr des 1. Nisannu auf den 3.–4. April[1], der Vollmond im Nisannu auf den 16.–17. April[1], der 1. Ajaru auf den 3.–4. Mai[1] und der 1. Tašritu auf den 27.–28. September[1].
- Mögliches 5. Regierungsjahr des Ammi-saduqa: „Venus geht am 29. Nisannu unter und erscheint 12 Tage später wieder am 11. Ajaru“.
  - Venusuntergang am 2. Mai gegen 19:05 Uhr (29. Nisannu: 1.–2. Mai); Sonnenuntergang gegen 18:35 Uhr.[1]
  - Venusaufgang am 14. Mai (11. Ajaru: 13.–14. Mai) gegen 4:30 Uhr; Sonnenaufgang gegen 4:57 Uhr.[1]